# История Брунея
История Брунея — события на территории современного Брунея с момента начала расселения там людей и до сегодняшнего дня.

## Ранняя история

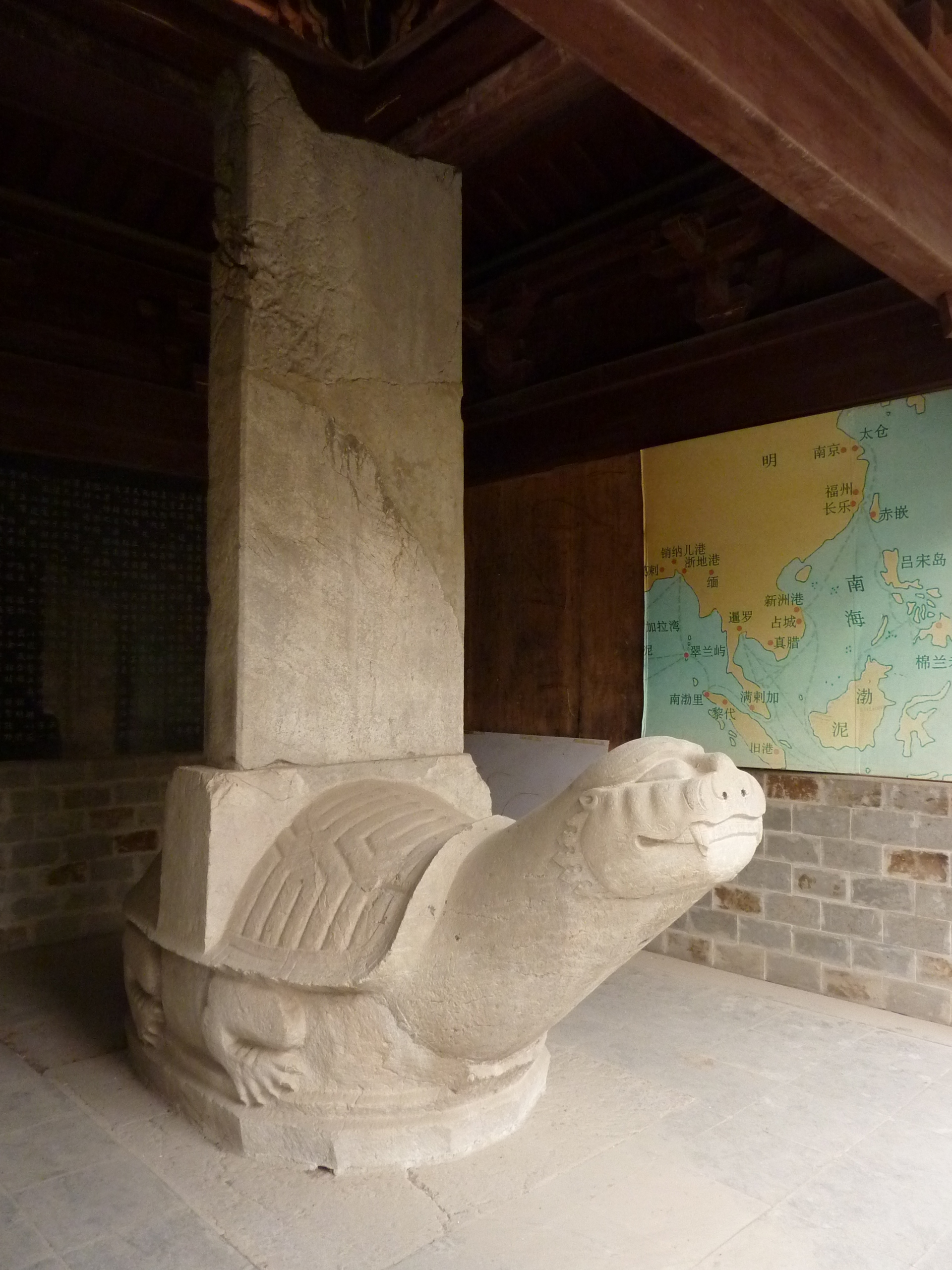
Черепаха со стелой в честь брунейского султана, скончавшегося в Нанкине в 1408 г. во время визита ко двору китайского императора Юнлэ

О древней истории Брунея известно немного. Установлено, что в VI веке велась торговля с Китаем и выплачивалась дань. Вероятно, местные правители были вассалами индонезийского государства Шривиджайя. Одним из государств, существовавших на территории современного Брунея, является Пони, упоминаемое в китайских и арабских источниках. В X веке установились тесные торговые отношения с китайскими империей Сун и позже с империей Мин. С XIV века, вероятно, вассал яванской империи Маджапахит. Об этом упоминается в поэме «Нагаракертагама», созданной в XIV веке яванским историком-поэтом Прапанча.
Первым султаном Брунея был Мухаммад Шах, до принятия ислама носивший имя Алак-бер-Тата (правил в 1363—1402 годах). Постепенно влияние государства расширялись, достигнув расцвета в первой половине XVI века. В правление пятого султана Болкияха (1485—1521) Бруней контролировал практически всю территорию Калимантана, острова Сулу и другие у северо-западной оконечности Калимантана. Первыми европейцами, посетившими Бруней в 1521 году, были моряки экспедиции Фердандо Магеллана. Впечатления о Брунее отражены в дневнике участника плавания Антонио Пигафетты.

## Новое время
С XVI века остров Калимантан попал в сферу интересов европейских держав. Особенно враждебными были отношения между Брунеем и Испанией. С 1565 года между флотами двух сторон периодически происходили небольшие столкновения, в 1571 году Испания захватила поселения Майнила и Тондо (современная Манила), в которых ранее значительное влияние имела брунейская аристократия. В султанате несколько раз формировался флот для захвата Манилы, но военные кампании не начинались по различным причинам. В 1578 году испанцы захватили Сулу, затем напали на Бруней (см. Кастильская война), но вскоре были изгнаны.
В самом Брунее в конце XVI века начались внутренняя вражда, привёдшая к разрушению экономических связей, упадку государства и усилению влияния европейцев в регионе. В период с 1660 по 1673 годы в стране проходила гражданская война.
В 1839 году на Калимантан прибыл бывший чиновник английской Ост-Индской компании Джеймс Брук, который за помощь в подавлении мятежа 1840 года получил от султана в 1841 году в управление Саравак на севере острова и титул раджа (т. н. «белый раджа»), основал город Кучинг (административный центр современного штата Саравак). Его племянник Чарльз Брук, второй «белый раджа», расширил подконтрольную ему территорию.
В 1846 году Великобритания добилась передачи в её владение острова Лабуан в качестве базы для борьбы с пиратством, в 1848 году Лабуан стал британской колонией. В 1847—1857 годах губернатором острова был Брук. В 1877 году Бруней потерял контроль над Сабахом (северная часть острова), в 1888 году перешёл под протекторат Великобритании.

## Новейшая история
В 1906 году в Бруней был назначен английский резидент, с чьим мнением при проведении политики султан был обязан считаться. В 1929 году в Брунее началась добыча нефти. В годы Второй мировой войны Бруней был оккупирован Японией (1941—1945), затем снова находился в сфере влияния Великобритании, находясь до 1959 года под управлением английского губернатора Саравака.

## Деколонизация
В первые послевоенные десятилетия произошло крушение мировой колониальной системы. В Брунее процесс деколонизации растянулся вплоть до начала 1980-х гг., что было обусловлено своими объективными и субъективными причинами, однако наиболее драматичный период борьбы брунейского народа за свою свободу пришёлся на 1950-е — начало 1960-х годов.
В это время происходит подъём национально-освободительного движения (НОД) во всех колониальных странах Юго-Восточной Азии. Независимости добились Филиппины (1946 г.), Индия (1947 г.), Бирма и Шри-Ланка (1948 г.), Индонезия (1949 г.), Камбоджа (1953 г.), Вьетнам и Лаос (1954 г.), Малайзия (1957 г.). Естественно, что происходившие в соседних странах изменения не могли не оказывать влияния на Бруней. Логическим завершением первого этапа борьбы за независимость в этих условиях стало вооружённое восстание 1962 г. Впрочем, деятельность английских колонизаторов во многом сама способствовала подобному развитию событий. Послевоенное восстановление Брунея продолжалось до 1952 гг. Уже в конце 1945 г. возобновили свою деятельность школы, в 1947 г. был учреждён инспекторат труда. Хотя как такового национально-освободительного движения в Брунее на тот момент ещё не сложилось, английские колонизаторы, напуганные размахом НОД в соседней Индонезии, а также в собственных колониях Индии и Малайе, поспешили предпринять некоторые меры по смягчению своей политики в протекторате. В 1948 г. в Брунее вместо прежней должности резидента был учреждён пост верховного комиссара, подчинённого непосредственно правительству Великобритании. По сложившейся традиции верховные комиссары назначались в те страны, которые могли быть и практически независимыми, то есть подобный шаг означал признание за брунейской стороной некоторого элемента партнёрства. Впрочем, из-за бюрократических проволочек первый верховный комиссар прибыл в Бруней лишь через 11 лет — в 1959 г.
Тем временем в 1950 г. на трон вступил новый султан Омар Али Сайфуддин III, человек достаточно либеральных взглядов, старавшийся дипломатическим путём добиться от англичан возможно больших уступок своей стране. Он использовал возросшие после войны отчисления в бюджет султаната, поступавшие от компании «Шелл», для ряда прогрессивных реформ. В частности были введены государственное пенсионное обеспечение по старости, бесплатное школьное обучение и медицинское обслуживание. Кроме этого, в 1952 г. в Брунее начала выходить первая газета на малайском языке, в 1954 г. в каждом округе страны были созданы выборные совещательные муниципальные советы, а в 1956 г. — открыто первое в стране высшее учебное заведение — педагогический колледж. Одновременно поднималась на ноги и экономика Брунея, он уже был в состоянии предоставить заём соседней Малайе.
Новый султан гораздо мягче своих предшественников относился к различным общественно-политическим организациям, их деятельность не была разрешена официально, но и не была однозначно запрещена, как раньше. Так в 1953—1955 гг. в Брунее действовала националистическая Ассоциация малайских учителей. Однако первой настоящей политической организацией страны стала Народная партия Брунея (НПБ), основанная в 1956 г. Её возглавил шейх А. М. Азахари, участвовавший в партизанском сопротивлении японцам, а затем — в борьбе индонезийцев против голландских колонизаторов в 1948—1950 гг.
НПБ стала истинной национальной партией, поскольку объединила в своих рядах патриотически настроенных представителей всех слоёв брунейского общества. На рубеже 1950-60-х гг. численность НПБ достигала 25 тыс. человек, что составляло треть всего населения страны на тот момент.
Естественно, что сформировавшаяся под влиянием освободительной войны в Индонезии, НПБ оказалась под очень сильным влиянием идей индонезийских национал-радикалов, старалась во всем копировать их путь. «Во многом такая политика была ошибочной, поскольку она отвергала какой-либо, даже временный, компромисс с колонизаторами, не допускала выжидательной тактики». В маленьком Брунее, при крайне низком ещё уровне экономического и общественного развития, действия НПБ в русле данной политики вряд ли могли обеспечить реальное выполнение целей партии.
В 1957 г. НПБ провела свой первый съезд, на котором было выдвинуто требование о предоставлении государству Бруней в составе собственно Брунея, Саравака и Сабаха, как исконных земель султаната, суверенитета, а предварительным шагом к полной независимости объявлялось введение самоуправления. Партия мотивировала это провозглашением ООН принципа самоопределения как неотъемлемого права народов колоний. Азахари подчёркивал, что в случае невыполнения требований партии брунейский народ обратится в ООН с просьбой о защите его суверенных прав. Помимо этого, НПБ выдвинула лозунг объединения северокалимантанских территорий в единое государство — Федерацию Северного Борнео. В Сараваке и Сабахе были открыты комитеты НПБ. Популярные лозунги быстро увеличивали ряды партии, уверенности в своих силах Азахари и его сторонникам придавал и тот факт, что партизанская война против англичан, шедшая на территории континентальной Малайи с 1948 г., в 1957 г. завершилась провозглашением независимости этой страны. Правда под властью Великобритании по-прежнему оставались Сингапур, Сабах (именовавшийся колонией Северное Борнео) и Саравак (последний «белый раджа» Саравака Вайпер Брук продал свои владения англичанам в 1946 г.)
Таким образом, к началу 1960-х гг. НОД Брунея раскололось на два движения — либеральное, во главе с султаном Омаром, и радикальное, представленное НПБ. Хотя их конечной целью было провозглашение независимости своей родины, идти к ней они предполагали разными путями.
Чтобы поправить своё пошатнувшееся положение в Брунее и не допустить развития событий по малайскому и индонезийскому сценарию, колониальные власти решили поддержать либеральное крыло НОД и провести конституционную реформу. Проект конституции Брунея был впервые опубликован в прессе в 1957 г. НПБ сразу же заявила, что он не отражает ни интересов народны масс, ни требований самой партии. Однако последующие события, в частности визит брунейской делегации в Лондон, после которого в султанат всё же был прислан первый верховный комиссар Д. Уайт, несколько смягчили позицию НПБ.
29 сентября 1959 г. была принята первая конституция Брунея, действующая и поныне. Она вводила в стране парламентарную систему правления, однако верховная власть по-прежнему оставалась за султаном, опиравшимся на помощь и содействие целой системы советов. В неё входили: тайный совет (занимался вопросами толкования и пересмотра конституции, назначения и смещения высших чиновников), исполнительный совет (с 1965 г. — совет министров, центральный исполнительный орган страны, состоявший из 11 членов, включая британского верховного комиссара, и заседавший под председательством султана), религиозный совет, совет по делам престолонаследия и законодательный совет.
Законодательный совет (парламент) был призван вырабатывать законопроекты, принимать законы и контролировать бюджет. При этом султан мог провести своё решение в форме декрета без одобрения парламента, а также мог не утвердить законопроект, принятый советом. Система формирования этого законодательного органа была такова, что султан всегда мог располагать в нём послушным большинством: из 33 членов совета избирались только 16, остальные назначались султаном или входили в него по должности.
По конституции Бруней делился на четыре округа, которым управлял утверждаемый султаном начальник округа (малаец по национальности), при котором находился окружной совет, наделенный чисто совещательными функциями. Выборы в окружные советы были прямыми и всеобщими, а затем каждый совет выбирал из своего состава четырёх представителей в законодательный совет. Конституция также провозглашала малайский государственным языком Брунея.
В августе 1962 г. в Брунее были проведены первые выборы в законодательный совет и окружные советы. Абсолютную победу на них в соперничестве с либеральными просултанскими Национальной партией Брунея и Объединённой партией Брунея одержала НПБ. Это позволило её лидерам потребовать от колониальной администрации и султанского правительства допуска к непосредственному участию в управлении государством. Однако такое желание шло вразрез как с интересами англичан, так и с политикой султанского правительства. На НПБ посыпались обвинения в излишнем радикализме и даже «в ведении коммунистической пропаганды».
Дополнительный накал ситуации предавала нависшая над Брунеем угроза внешнего поглощения: в 1961 г. правительства Великобритании и Малайи договорились о создании единого государства — Федерации Малайзии, в которую должны были войти континентальная Малайя, Сингапур, Саравак, Сабах и Бруней. В июне 1962 г. правительство Брунея заявило о принципиальном согласии на вхождение в новую федерацию. За это же выступили Национальная и Объединённая партии. Народная партия же рассматривала этот шаг как однозначное предательство национальных интересов, считая, что предполагаемое политическое образование будет носить неоколониальный характер.
В сложившейся ситуации шейх Азахари и другие лидеры НПБ пришли к выводу, что легальная борьба не может принести каких-либо серьёзных практических результатов, и взяли курс на подготовку и последующее развертывание вооруженной борьбы. Конечно, многие члены НПБ были истинными патриотами и готовы были отдать свои жизни за свободу родины, что они и доказали в ходе последующих событий, однако при малочисленности населения Брунея, традиционном авторитете, которым пользовался султан, а главное — отсутствии собственных вооружённых сил и флота, рассчитывать только на свои силы повстанцы не могли. Они установили тесные отношения с индонезийским правительством президента Сукарно, который давно вынашивал экспансионистские планы в отношении Саравака, Сабаха и Брунея, и потому посчитал полезным поддержать НПБ, особенно в условиях острого конфликта Индонезии с Малайзией. Повстанцы рассчитывали и на поддержку Филиппин, особенно мусульманской части населения этой страны. Как показало время, эти надежды во многом были беспочвенными.
В обстановке строгой секретности создавалась Национально-освободительная армия Северного Калимантана (НОАСК). Впрочем, отсутствие средств и реальной международной поддержки не позволило сделать НОАСК действительно боеспособным формированием: на момент начала восстания большинство его участников оказались вооружены «старинными ружьями, луками и бамбуковыми копьями».
8 декабря 1962 г. в Брунее было поднято вооружённое восстание. Оно было хорошо спланировано, Народной партии удалось мобилизовать в НОАСК до 15-20 тыс. бойцов (хотя в активных боевых действиях участвовало всего около 5 тыс.). В первые же часы восстания Азахари провозгласил лозунги о полной независимости единого северокалимантанского государства (Калимантан-Утара) и о борьбе против его включения в Федерацию Малайзии. В результате стремительного натиска, повстанцам за несколько дней удалось овладеть значительной частью территории Брунея и некоторыми районами Саравака. Участие в восстании рабочих-нефтяников позволило быстро захватить стратегически важный район нефтепромыслов Сериа. Столица также почти полностью оказалась в руках НОАСК. Английский верховный комиссар и чиновники султанской администрации были арестованы, создавалось революционное правительство. В его манифесте провозглашалось образование единого государства Северный Калимантан во главе с конституционным монархом — султаном Брунея Омаром Али Сайфуддином III. Исполнительная власть, впрочем, полностью переходила к НПБ, а Азахари был объявлен премьер-министром, министром иностранных дел и министром обороны. В манифесте также подчеркивалось, что в случае отказа колониальных властей от карательных мероприятий, «жизненным интересам» англичан на Северном Калимантане не будет ничего угрожать, однако если британские войска все же нападут на повстанцев, Азахари грозился отдать приказ об уничтожении предприятий компании «Шелл».
В сложившейся ситуации решительный перевес повстанцам могла бы дать поддержка их действий султаном Омаром, однако он, предвидя кровопролитное противостояние с англичанами, а также опасаясь потерять большую часть своих прав и привилегий, после непродолжительного колебания выступил против восставших. Уже 10 декабря последовало запрещение НПБ, 20-21 декабря было приостановлено действие конституции и введено чрезвычайное положение. Султан запросил военной помощи у Великобритании и она была тут же оказана. Англичане перебросили на остров дополнительные силы, включая несколько эскадрилий реактивных самолётов, воспользовались поддержкой подразделений австралийской и новозеландской армий, специальный полицейский отряд прислала Малайя. Руководить подавлением восстания прибыл командующий английскими войсками на Дальнем Востоке Найджэл Поэтт. Британские войска совместно с верными султану силами (а таковых также было не мало, поскольку далеко не всем брунейцам импонировал радикализм НПБ) достаточно быстро разгромили слабо вооруженных повстанцев, и к началу 1963 г. на всей территории Северного Калимантана был восстановлен полный контроль колониальных властей. Часть лидеров НПБ была арестована, остальным удалось бежать в Индонезию и Малайзию, а Азахари получил в Индонезии политическое убежище. Уцелевшие остатки НОАСК укрылись в джунглях на индонезийской границе.
Поражению восстания во многом способствовала позиция невмешательства, которую заняли страны, первоначально игравшие большую роль в планах НПБ. Азахари неоднократно подчеркивал, что будет рад военной помощи со стороны Филиппин и Индонезии. В этих странах были созданы Комитеты поддержки северокалимантанского восстания, большинство индонезийских партий и мусульманские партии Филиппин готовили отряды добровольцев для отправки в Бруней, президенты Индонезии Сукарно и Филиппин Макапагал также высказались в поддержку правительства Азахари, однако никакой иной помощи, кроме моральной, повстанцы от своих соседей так и не дождались. Более того, правительства обеих стран подчеркивали свою непричастность к событиям на Северном Калимантане, а когда стал очевиден провал мятежа, порекомендовали своим гражданам и общественным организациям не вмешиваться в конфликт. 19 декабря Макапагал официально отверг ноту Азахари о признании Филиппинами революционного правительства Северного Калимантана.
Вооруженное восстание 1962 г., несомненно, является яркой и героической страницей истории Брунея. Фактически изначально обреченное на поражение вследствие слабости сил повстанцев, оно продемонстрировало стремление маленького народа этой страны любой ценой добиться возможности свободно развиваться и самостоятельно строить своё будущее. Позиция султана, основывающаяся на возможности достижения своих целей ненасильственными методами, в конкретных брунейских условиях оказалась более верной. НПБ не удалось придать восстанию истинную массовость ещё и потому, что партией не была сформулирована конкретная программа социальных преобразований, а энтузиазм восставшего народа держался на нескольких популярных лозунгах. Поражение НПБ в 1962 г. означало неудачу радикального пути борьбы за независимость.
С 1962 г. инициатива освободительной борьбы перешла в руки султана и поддерживающих его либеральных сил. Эту перемену смягчал верноподданнический менталитет брунейцев, складывавшийся на протяжении столетий, а также относительное экономическое благополучие, в котором пребывал султанат в послевоенное время.
Омар Али Сайфуддин III прекрасно понимал, что нужно «ковать железо, пока оно горячо», пока колонизаторы напуганы недавним вооруженным выступлением. Уже в сентябре 1963 г. султан официально заявил об отказе войти в Федерацию Малайзии. Во многом это объяснялось обнаружением новых месторождений нефти у побережья Брунея и нежеланием султана делиться с Федерацией доходами от её продажи. В этом же году Омар Али Сайфуддин отказал в дальнейшем пребывании в своей стране чиновникам малайзийского правительства, состоявшим на его службе. В ходе продолжавшихся два года сложных дипломатических игр, султану все же удалось избежать поглощения своей страны, однако взамен этого в 1965 г. Бруней полностью отказался от притязаний на Саравак и Сабах, ставшие провинциями Малайзии.
В апреле 1963 г., находясь с визитом в Лондоне, Омар Али Сайфуддин впервые прямо поставил перед англичанами вопрос о предоставлении Брунею независимости. Этот ход ещё выше поднял престиж султана во всех слоях брунейского общества. Перешедшая на нелегальное положение НПБ и находящееся в изгнании революционное правительство Северного Калимантана продолжали борьбу за осуществление своей программы, в Джакарте было открыто их представительство, с 1964 г. там же издавалась газета «Голос Северного Калимантана», но их популярность в самом Брунее стремительно падала.
В 1963 г. знаковую речь произнес член законодательного совета Матаршад Марсал. Он заявил, что "Бруней может обеспечить независимость хоть завтра. У него есть средства. Бруней имеет свои собственные законы, свои собственные силы безопасности, чтобы оградить свои границы, а его студенты учатся за границей, чтобы потом взять на себя административное руководство страной в соответствии с решением народа ".
Проблема независимости обсуждалась в ходе двух визитов брунейских делегаций в Лондон, однако колонизаторы не спешили расставаться со столь прибыльным нефтеносным районом. Они по-прежнему хотели видеть Бруней экономически и политически зависимой от себя территорией, и не до конца отказались от идеи объединить его с Малайзией. Тогда султан повёл переговоры в обход британского правительства напрямую с руководством «Бруней Шелл Петролеум Компани». Они завершились подписанием договора о признании принципа «равного распределения прибылей» от добычи нефти (до этого султанат получал 40 % нефтяных денег). В обмен на это «Шелл» получала возможность расширить площадь нефтеразработок и интенсифицировать производство. И хотя экспорт и переработка нефти и газа по-прежнему оставалась в руках компании, эта договорённость позволила серьёзно поднять жизненный уровень большинства брунейцев, улучшить инфраструктуру, провести новые дороги.
Однако, этот конфликт с колониальной администрацией стоил султану Омару трона. В 1967 г. он был вынужден отречься от престола, а в августе 1968 г. состоялась коронация его сына, по сей день занимающего трон Хасанала Болкиаха. Впрочем, султан-отец вплоть до своей смерти был главным политическим советником при своем сыне. В 1970 г., в знак признания заслуг бывшего султана перед своей страной, столица Брунея была переименована в Бандар-Сери-Бегаван, что буквально переводится с малайского как «Город Его Сиятельства».
Англичане предполагали, что обучавшийся в Британском королевском военном училище в Сандхерсте, Хасанал Болкиах будет в большей степени выражать интересы метрополии, но это представление оказалось обманчивым. Он продолжил политическую линию мирного давления на колонизаторов, в частности, отказался вкладывать свои средства в испытывающие финансовые затруднения британские компании, а также воспротивился решению Англии включить султанат в объединённую южнотихоокеанскую оборонительную систему АНЗЮК.
Социальной опорой нового султана стали созданные во второй половине 1960-х Прогрессивная партия и Фронт народного освобождения, выступавшие за конституционные формы управления страной. Впрочем, их популярность была куда меньше, чем когда-то у НПБ, что заставило все либеральные силы Брунея объединиться в 1968 г. в Народную национальную партию, в 1970 г. переименованную в Национальную объединённую партию брунейского народа. Она стала основной выразительницей общественного мнения и в целом поддерживала либерально-освободительный курс султана Хасанала Болкиаха.
Замена султана стала одним из последних крупномасштабных вмешательств колониальной администрации во внутренние дела Брунея. При внешней видимости спокойствия и на фоне долгосрочных переговоров султана с Лондоном, общественное мнение предстало силой, которая оказывала постоянное давление на самого султана, заставляя его активизировать свои дипломатические усилия, а главное — на английских колонизаторов. В 1970-е гг. важнейшим фактором общественно-политического развития Брунея становится национальная интеллигенция, за счет нефтяных денег получившая образование за рубежом. Эти люди не устраивали вооружённых восстаний или масштабных забастовок, они просто работали на благо своей страны во всех сферах производства и администрирования, давая ясно понять англичанам, что малайцы вполне могут сами справиться с управлением государством.
Колонизаторы стали постепенно свыкаться с мыслью, что им суждено потерять и последние осколки своей некогда великой империи. Лейбористское правительство Британии пришло к выводу о нерентабельности и нецелесообразности прямого военного присутствия на зависимых территориях, и стремилось к более гибким методам защиты своих интересов. Это подталкивало колонизаторов к осуществлению серии долгосрочных политических мероприятий, которые могли бы в дальнейшем, при любом развитии событий, обеспечить защиту английских интересов в Брунее. Составной частью этой политики было упрочнение связей с султаном и его ближайшим окружением.

## Подготовка к независимости
В 1968 г. начались официальные переговоры о предоставлении Брунею независимости. Англичане намеренно затягивали их, несмотря на угрозы брунейской стороны обратиться за помощью в Организацию Объединённых Наций, поскольку надеялись выторговать себе сохранение контроля за нефтедобывающей промышленностью султаната. Это, естественно, вызывало крайне негативную реакцию султана. К тому времени в самом Брунее фактически не осталось сторонников Британии, общество было необычайно консолидировано, а высокие доходы от продажи нефти способствовали росту уверенности в счастливом и независимом будущем.
Переговоры шли три года и завершились в 1971 г. подписанием англо-брунейского соглашения. В соответствии с ним Бруней объявлялся «полностью суверенным государством», но только в решении внутриполитических вопросов, в то время как внешняя политика и вопросы обороны султаната по-прежнему оставались в ведении Лондона. По сути, это был последний в серии колониальных договоров Брунея, промежуточность закрепленных в нём положений понимали обе стороны.
В 1975 и 1976 гг. XXX и XXXI сессии Генеральной Ассамблеи ООН приняли резолюции, подтверждавшие право народа Брунея на независимость и демократическое устройство, однако британское правительство в течение двух лет фактически саботировало эти решения, заведя в тупик очередной этап переговоров.
В 1978 г. Ассоциация стран Юго-Восточной Азии (АСЕАН), в которую входили соседние с Брунеем государства, после нескольких раундов консультаций между своими членами, «предложила выступить в качестве коллективного гаранта территориальной целостности и суверенитета султаната и высказалась в пользу принятия Брунея в состав Ассоциации после провозглашения его независимости». Кроме того, правительства Индонезии, Филиппин и даже Малайзии, в 1975 г. официально отказавшейся от претензий на Бруней, по отдельности также выступили в поддержку провозглашения независимости султаната, опасаясь, в противном случае, нового революционного взрыва на Северном Калимантане, который мог бы угрожать и их жизненным интересам.
Под давлением мировой общественности во время визита Хасанала Болкиаха в Лондон была достигнута принципиальная договоренность о предоставлении Брунею полной независимости, а в новом договоре 1979 г., в торжественной обстановке подписанном в султанском дворце Бандар-Сери-Бегавана, была официально закреплена и дата этого события — 1 января 1984 г.
Договор 1979 г. заменял все прежние англо-брунейские соглашения и предусматривал постепенную передачу Брунею прав на реализацию собственного внешнеполитического курса и на обеспечение своей обороны. При этом, по условиям опубликованных полгода спустя дополнительных протоколов к тексту договора, Британия сохраняла ряд прав и привилегий в отношениях со своим бывшим протекторатом: она должна была оказывать помощь в формировании дипломатического корпуса султаната, обучении кадров его вооруженных сил, сохранялся тесный военный союз между двумя государствами, а также институт двухсторонних консультаций по наиболее важным вопросам, кроме того, Бруней оставался членом Британского Содружества наций, а на его территории продолжал находиться батальон непальских гуркхов с командирами-англичанами. Содержание этого батальона, бывшего некогда основной военной силой колонизаторов в султанате, возлагалось на бюджет Брунея.
Но даже подписав договор 1979 г., англичане до последнего стремились оттянуть провозглашение полной независимости Брунея. «Как национальный праздник отмечался там день рождения королевы Елизаветы». Лишь после того, как в 1982 г. право брунейского народа на политический суверенитет было вновь подтверждено Генеральной Ассамблеей ООН, процесс сдвинулся с мертвой точки.
В ночь на 1 января 1984 г. с балкона своего дворца на центральной площади Бандар-Сери-Бегавана, в присутствии многотысячных толп народа, султан Хассанал Болкиах провозгласил полный суверенитет Брунея, его независимость и территориальную целостность. Победой завершилась почти полувековая борьба маленького брунейского народа за право самостоятельно управлять своей страной.

## Независимость
В 2014 году Бруней стал первым государством в Юго-Восточной Азии, в котором вступили в силу шариатские законы, предусматривавшие запрет на празднование Рождества и продажу алкоголя, тюремное заключение за беременность незамужних женщин, непосещение пятничных молитв. В 2019 году вступают в силу законы, предусматривающие побивание камнями за гомосексуализм и супружескую измену.